# Aaron Giles
Aaron Giles es un programador estadounidense y pionero en la creación de emuladores para el Macintosh. Giles se graduó en la Universidad de Chicago en 1994.
Se le destaca por ser una gran contribuidor del proyecto Multiple Arcade Machine Emulator ( MAME) y, actualmente, él es el man-tenedor jefe del proyecto MAME. Giles se inició como programador jefe del producto de Connectix, la Virtual Game Station, el cual era un emulador de la Sony PlayStation para los Macintosh. El proyecto fue increíble para la época porque fue capaz de emular el procesador RISC de 33 MHz de la PlayStation y encima funcionaba a full speed utilizando un ordenador a 266 MHz demostrando el gran rendimiento del emulador y el gran trabajo realizado. El emulador tuvo tanto éxito, que Sony demandó a Connectix. Aunque la sentencia fue favorable a Connectix, Sony compró todos los derechos de la Virtual Game Station bloqueando su venta y su continuidad de desarrollo.
Giles se encuentra trabajando en Microsoft desde 2003 debido a la compra de la compañía Connectix.

## Software
Giles ha trabajado en las siguientes aplicaciones:
- JPEGView - entre los primeros visores de imágenes en Internet para el Macintosh, donde él obtuvo el término "Postcadaver".
- Port para procesadores PowerPC del juego de LucasArts Rebel Assault - es un proyecto freelance el cual permitió a Giles trabajar durante un periodo con LucasArts.
- LucasArts Dark Forces
- Connectix Virtual PC - un emulador de plataformas para Macintosh
- Connectix Virtual Game Station -
- MacMAME - port del popular emulador de recreativas MAME (Multiple Arcade Machine Emulator) para los funcionarios de Macintosh.